# Christoffel Binkes
Christoffel Johannes Binkes (Amsterdam, 9 augustus 1791 – Haarlem, 20 april 1868) was een Nederlands bestuurder.

## Biografie
Binkes was een zoon van Johannes Binkes (1754-1800), equipagemeester bij de Admiraliteit van Amsterdam, artilleriemeester der Marine, en Susanna Duffer (1756-1825). Na het volgen van thuisonderwijs, werd hij in 1815 secretaris van de grietenij Wonseradeel. In 1836 volgde hij Wicher van Swinderen op als grietman van deze grietenij. Van 1831 tot 1849 zou hij ook lid zijn van de Provinciale Staten van Friesland, onderbroken door lidmaatschap van de Tweede Kamer der Staten-Generaal. In de Kamer was hij zowel onder het koningschap van Willem I als Willem II regeringsgezind. Binkes werd door Jacob van Lennep gekenschetst als "den lompsten vlegel dien ik ken". Ook Cornelis Jacobus van Assen bekritiseerde Binkes om het feit dat hij zijn zoon aanstelde tot zijn secretaris. In 1849 nam hij eervol ontslag waarna hij verhuisde naar Sassenheim.

## Huwelijk en kinderen
Binkes trouwde in 1812 te Bolsward met Elisabeth Muntz (1793-1860). Zij was een dochter van dochter van dr. Rudolphus Muntz, secretaris van Wonseradeel en president burgemeester van Bolsward, en Anna Maria Manger. Christoffel en Elisabeth kregen samen zeven kinderen, onder wie:
- Dr. Rudolph Binkes (1815-1890), secretaris van Hennarderadeel en van Schoterland, griffier bij de arrondissementsrechtbanken te Heerenveen en Leeuwarden. Hij trouwde met Jacoba Louisa Conradina Muntz.
- Samueel Hendrik Binkes (1819-1862), luitenant-terzee. Hij trouwde met Catharina Maria Muntz.
- Anna Maria Binkes (1823-1904), trouwde met Hanso Henricus Schotanus à Steringa Lemke, directeur der Domeinen Noord Nederland.
- Johan Willem Binkes (1828-1891), vice-admiraal, adjudant des konings in buitengewone dienst. Hij trouwde met Titia Lemke.
- Susanna Reinoudina Binkes (1832-1893), trouwde met jhr.mr. David Rutgers van Rozenburg, advocaat, lid van Provinciale- en Gedeputeerde Staten van Noord-Holland.

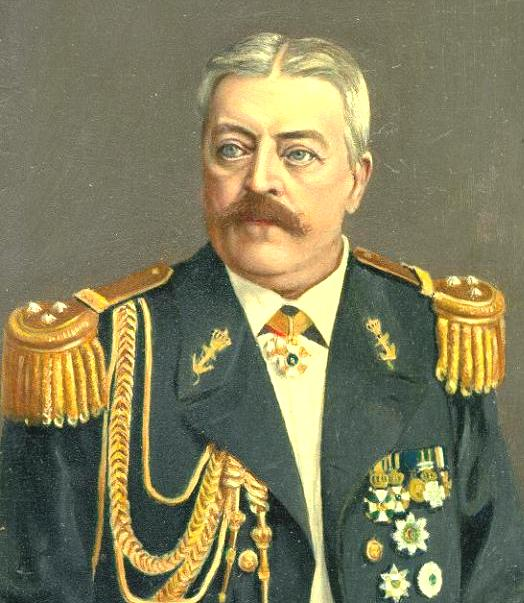
Portret van Johan Willem Binkes.